# Chã Grande
Chã Grande is een gemeente in de Braziliaanse deelstaat Pernambuco. De gemeente telt 19.303 inwoners (schatting 2009).